# Никола Тодоров (географ)
Вижте пояснителната страница за други личности с името Никола Тодоров.
Никола Стойчев Тодоров е български географ и ландшафтовед.

## Биография
Роден е на 28 август 1955 в село Лесичери, община Павликени. Детските си години прекарва в Димитровград, където завършва и средното
си образование. Завършва география в Софийския университет през 1977 г. Тема на дипломната му работа е „Ландшафти на Треклянската котловина“ с
научен ръководител Ангел Велчев. От 1980 година работи в ландшафтния стационар в Земен, където провежда серия от систематизирани наблюдения и изследвания на природната среда. В периода 1986 – 1990 година е докторант в Тбилския държавен университет. Защитава докторска дисертация, свързана със сравнителния анализ на планинските ландшафти в Югозападна България и Източна Грузия (Сравнительный ландшафтно-геофизический анализ горных ланшафтов Юго-Западной Болгарии и Восточной Грузии), с ръководител проф. Нико Беручашвили. Асистент в катедра Ландшафтознание и опазване на природната среда към Геолого-географски факултет на Софийски университет от 1990 година, а през 2004 година е избран за доцент. Чете лекции по курсовете Природна география на България, Ландшафтна екология, Ландшафтна география на България, Антропогенни ландшафти в България, Геофизика на ландшафтите и Антропогенно ландшафтознание.
Дълги години ръководи учебната практика по Природна география на България за специалност География, както и практики в магистърската програма „Физическа география и ландшафтна екология“. Организатор и участник е в десетки национални и международни експедиции, свързани с изучаването на българската и грузинската природа (Кавказ, Колхида, Стара планина, Странджа, Рила, Пирин, Витоша, Осоговска планина, Беласица, Огражден, Малешевска планина, Влахина, Земенска планина, Предбалкана и др.).
Почива на 26 октомври 2018 г. в София.

## Научна дейност
Научните му интереси са свързани с изследване на геофизиката на ландшафтите и антропогенизираните ландшафти. Участва в съставянето на ландшафтна карта на България през 1991. Научен ръководител на над 30 дипломанта. Участва в десетки научни проекти, свързани с ландшафтно-екологичния статус на българската природа. Автор е на десетки публикации, студии, и рецензии. Има над 300 цитирания в българската и чуждестранна научна литература.
Никола Тодоров е автор и съавтор на няколко монографии и учебни пособия: Физикогеографски и ландшафтни изследвания в района на Земенския стационар (1993),
Природна география на България. Ръководство за практически занятия (2004), Ландшафтна география на България (2011), Ландшафти на България – пространствена
структура (2014). По време на научния си път той е автор на 91 студии, статии и научни доклади, публикувани в български и международни издания. Участва в 10 научни проекта, като е ръководител на 7 от тях. Фундаментален научен принос на Никола Тодоров е разработването на класификационна система на ландшафтите в Република България и създаването на общонаучна ландшафтна карта на България в М 1:500 000. Тя е докладвана на последния конгрес на географите в България (1989). В продължение на 30 години класификационната система и ландшафтната карта са отправна точка в над 100 регионални ландшафтни изследвания, свързани със защитата на дипломни работи, дисертационни трудове и практико-приложни проекти. На основата на ландшафтната карта (1989) Ангел Велчев, Никола Тодоров и Румен Пенин предлагат ландшафтно-екологично райониране на България (2003), което е застъпено в учебните програми на курсовете по Природна география на България и Ландшафтна география на България в Софийския университет.
Широко приложение намира и друг основен принос в научноизследователската му дейност. Това е разработената класификационна система на антропогенните изменения и нарушения на ландшафтите в България (1997). Никола Тодоров успешно въвежда в българската география научното направление геофизика на ландшафта и обучава няколко поколения от млади специалисти, които прилагат успешно принципите на пространствено-времевия анализ и синтез на природно-териториалния комплекс. Широко приложение намират ландшафтно-геофизичните изследвания при решаване на екологични проблеми. В тази връзка той разработва многостепенна класификационна система. Той е научен ръководител на близо 30 дипломанта и 4 докторанта, които в своята изследователска работа са прилагали ландшафтно-геофизичния подход. Важни са приносите му в описването на ландшафтно-екологичните характеристики на субалпийските ландшафти в Западна България; планинските умерени хумидни ландшафти във водосборния басейн на река Струма; понтийските и субпонтийски ландшафти в Странджа и Българското черноморско крайбрежие; хидроморфните и субхидроморфни ландшафти в Дунавската равнина; карстовите ландшафти в Предбалкана (Беляковско плато); планинските семиаридни и
семихумидни ландшафти в Краището (Земенска планина, Конявска планина и др.); високопланинските горско-храстови ландшафти (Рила, Пирин) и много други. Важно място в научното му творчество е отделено на проблема за антропогенизацията на ландшафтите и тяхното възстановяване. Богат е цялостният му принос за развитието на регионалните физикогеографски и ландшафтно-екологични изследвания на българската природа. Установени са над 200 цитирания на неговите научни приноси в различни трудове, монографии, проекти.
Участва в научни журита за хабилитация и в журита при защита на докторантски тези. По време на преподавателската си дейност в Софийския университет организира десетки познавателни екскурзии за студентите, по време на които непосредствено продължава обучението им за природата на България. Член е на организационния комитет за провеждането на Българския географски фестивал от самото му създаване през 2015 г. и участва активно в осъществяването на
ежегодните събития. Той е сред инициаторите за възстановяване на регионалния клон на Българското географско дружество във Велико Търново.

## Научни трудове
- Ландшафти в Треклянската котловина, СУ „Св. Климент Охридски“ (1977)
- Сравнительный ландшафтно-геофизический анализ горных ланшафтов Юго-Западной Болгарии и Восточной Грузии (1990)
- Актуализация на класификацията на ландшафтите в България (на примера на ландшафтна карта в М 1:500 000, 1992 г.), Географски аспекти на планирането и използването на територията в условията на глобални промени, България/Вършец (2016, в съавторство с Ангел Велчев и Мимоза Контева)
- Разрушаване на ландшафтивъв възвишението Стражата, Среден Предбалкан, Географски аспекти на планирането и използването на територията в условията на глобални промени, България/Вършец (2016, в съавторство с Христина Проданова)
- Специфика на антропогенизираните ландшафти в Южно Краище, Географски аспекти на планирането и използването на територията в условията на глобални промени, България/Вършец (2016, в съавторство с Бяла Момерова)
- Към комплексно-климатичния анализ на котловините от Стара планина и Предбалкана – основа з, Шостоi Мiжнарноi науковоi конференцii, Украйна (2007, в съавторство с Пламен Лаков)
- Ландшафтно разнообразие на България и развитието на екотуризма, Развитие на туризма в България, България/София (2007, в съавторство с Румен Пенин)
- Ангел Велчев, Никола Тодоров, Хидроморфни и субхидроморфни ландшафти в централните части на Дунавската равнина, Международна научна конференция, София. (2006, в съавторство с Ангел Велчев)
- Теренни ландшафтни изследвания – някои нови тенденции, Научна конференция Фондация ЛОПС, България/Созопол (2003)
- Идеите на проф. Яранов в областта на ландшафтознанието и някои съвременни проблеми, Международна научна конференция – Варна (2002, в съавторство с Ангел Велчев, Румен Пенин и Мимоза Контева)
- Регионална диференциация на ланшдафтите в България, Юбилеен симпозиум – Шумен, България/Шумен (2002, в съавторство с Ангел Велчев и Румен Пенин)
- Диференциация на високопланинските ландшафти в България и проблеми на тяхното използване, X Международен симпозиум „Екология – 2001“, България/Бургас (2001, в съавторство с Ангел Велчев, Румен Пенин и Мимоза Контева)
- Геоекологичен мониторинг на високопланинските ланшдафти в Североизточна Рила, IX Международен симпозиум Екология – 2000, България/Бургас (2000, в съавторство с Ангел Велчев, Румен Пенин и Мимоза Контева)
- Състояние на ПТК – един от проблемите на мониторинга, Международен симпозиум „Екология“, България/Бургас (1993)
- Геоекологични изследвания в района на Мандренското езеро, Международен симпозиум „Екология“, България/Бургас (1992, в съавторство с Ангел Велчев и Румен Пенин)
- Антропогенни изменения и нарушения на ландшафтите в Бургаската низина и тяхната диференциация и класификация, Международен симпозиум „Екология“, България/Бургас (1992, в съавторство с Ангел Велчев и Румен Пенин)
- Ландшафтна карта на България в М 1:500 000, VI Конгрес на географите в България, България/Велико Търново (1989, в съавторство с Ангел Велчев и Нико Беручашвили)
- Милан Георгиев, Никола Тодоров, Развитие и проблеми на експерименталното ландшафтознание, V Конгрес на географите в България, България/София (1985, в съавторство с Милан Георгиев)
- Изменение на някои растителни асоциации при резерватни условия на полигон-трансектата на Земенския ландафтен стационар, Регионален симпозиум по проект 8-МАБ, България/Благоеврад (1980, в съавторство с Ангел Велчев)
- Книга с голяма научна и приложна стойност в областта на морфодинамиката и морфотектониката, Проблеми на географията, кн. 1 – 2 БАН (2013, в съавторство с Ангел Велчев)
- Ландшафти на България – пространствена структура, ИВИС, Велико Търново, Рецензирано (2014, в съавторство с Ангел Велчев)
- Ландшафтна география на България, Булвест 2000, Рецензирано (2011, в съавторство с Ангел Велчев, Румен Пенин и Мимоза Контева)
- Физикогеографски и ландшафтни изследвания в района на Земенския стационар, Университетско издателство на СУ, София, Рецензирано (2011, в съавторство с Ангел Велчев, Петър В. Петров, Димитър Топлийски, Румен Пенин, Александър Сарафов, Петър Б. Петров, Христо Константинов, Симеон Симеонов и Асен Асенов)
- Проучване на съвременните ландшафти и ландшафтно-екологичното състояние на Осоговската планина (2017)
- Ландшафтно-екологично проучване на планината Беласица (2016)
- Съвременна структура и антропогенизация на ландшафтите в планината Огражден (2015)
- Пространствена структура, функциониране и геоекологични проблеми на ландшафтите в Малешевска планина (2013)
- Структура, динамика и антропогенни изменения на ландшафтите във Влахина планина (2012)
- Структура и динамика на ландшафтите във Влахина планина (2011)
- Състояние на съвременните ландшафти и геоекологични проблеми на планините Берковска и Козница (Западна Стара планина) (2009)
- Ландшафтно-геохимични и ландшафтно-геофизични изследвания по южните склонове на Витоша (2008)
- Оценка на съвременната структура и геоекологично състояние на ландшафтите в Габренската котловина (Бурел) (2007)
- Разширяване на влажните зони по долното течение на р. Дунав – Будапеща (2006)
- Пространствена структура, функциониране и геохимически проблеми в Малешевска планина, Годишник на СУ, ГГФ, том 108 (2015, в съавторство с Мимоза Контева, Румен Пенин, Зорница Чолакова и Таня Стоилкова)
- Същност и функционални особености на планинските семиаридни и семихумидни ландшафтни в Земенска планина, Годишник на СУ, ГГФ, том 108 (2015, в съавторство с Ангел Велчев)
- Особености на съвременните ландшафти в южната част на Влахина планина, Годишник на СУ, ГГФ, том 106 (2013, в съавторство с Мимоза Контева, Румен Пенин и Таня Стоилкова)
- Съвременна ландшафтна структура на карстовите територии в Софийската котловина, Проблеми на географията, брой:Книга 1 – 2 (2015, в съавторство с Ангел Велчев)
- Ландшафтни особености в района на Белоградчик, Проблеми на географията, кн. 1 – 2 (2012, в съавторство с Тихомир Алексиев)
- Съвременна структура на ландшафтите в северния дял на Влахина планина, Годишник на СУ, ГГФ, том 105 (2012, в съавторство с Мимоза Контева, Румен Пенин и Зорница Чолакова)
- Съвременна структура на ландшафтите на Берковска планина, Годишник на СУ, ГГФ, том 103 (2011, в съавторство с Мимоза Контева)
- Понтийски и субпонтийски ланшдафти в Странджа, Годишник на СУ, ГГФ, том 91 (2001, в съавторство с Стоян Недков)
- Субалпийски и алпийски ландшафти в басейна на р. Джерман – Северозападна Рила, Годишник на СУ, ГГФ, том 91 (2001, в съавторство с Мимоза Контева, Румен Пенин и Ангел Велчев)
- Ландшафтни особености на Миджур (Чипровска планина), Годишник на СУ, ГГФ, том 90 (2000, в съавторство с Мимоза Контева, Румен Пенин и Ангел Велчев)
- Формиране и съвременна структура на студеноумерените хумидни ландшафтни в бассейна на река Джерман, Годишник на СУ, ГГФ, том 93 (2000, в съавторство с Мимоза Контева, Румен Пенин и Ангел Велчев)
- Еволюция на ландшафтите в района на курортен комплекс „Св. св. Константин и Елена“, Годишник на СУ, ГГФ, том 89, (1999, в съавторство с Ангел Велчев)
- Еколого-геохимично изследване в района на Враца, Проблеми на географията, (1995, в съавторство с Румен Пенин и Ангел Велчев)
- Ландшафтно-геофизична характеристика на планинските умерени хумидни ланшдафти в басейна на р. Струма, Годишник на СУ, ГГФ, том 87 (1995)
- Някои проблеми на ландшафтно-геофизичния анализ, Годишник на СУ, ГГФ, том 86 (1995)
- Приложение на ландшафтно-геофизичните изследвания при решаване на екологични проблеми, Годишник на СУ, ГГФ, том 88 (1995)
- Ландшафтните паркове – нова форма на защитени територии в България, Годишник на СУ, ГГФ, том 87 (1994, в съавторство с Румен Пенин и Ангел Велчев)
- Развитие и съвременно състояние на субалпийските ландшафти в Осоговска планина, Годишник на СУ, ГГФ, том 85 (1994, в съавторство с Ангел Велчев и Кънчо Костадинов)
- Ландшафтни и техногеохимични изследвания в басейна на р. Стоирска, Годишник на СУ, ГГФ, том 86 (1993, в съавторство с Румен Пенин и Ангел Велчев)
- Проблеми на ландшафтно-геофизичния анализ, Годишник на СУ, ГГФ, том 86 (1993)
- Влияние на варовото производство върху изменението и замърсяването на природната среда (на примера на Земенската котловина), Годишник на СУ, ГГФ, том 85 (1992, в съавторство с Ангел Велчев, Асен Асенов и Румен Пенин)
- Ландшафтните паркове – нова форма на защитени територии в България, Известия на БГД, том 28 (1991, в съавторство с Ангел Велчев и Румен Пенин)
- Характеристика геомасс основных ландшафтов центральной части Западной Болгарии (на примере Земенского стационара), Известия ВГО, том 123, брой:вып. 3 (1991)
- Ланшдафтна карта на България в М 1:500 000, Годишник на СУ, ГГФ, том 83, в сътрудничество с чуждестранни учени (1990, в съавторство с Ангел Велчев, Асен Асенов и Нико Беручашвили)
- Систематизация и картографирование антропогенных изменений горных ландшафтов, Вестник Белорусского Университета, том:Серия 2 – Химия, биология, география, брой 2, (1990, в съавторство с Ангел Велчев)
- Кратка физикогеографска характеристика на Земенския ландшафтен стационар, Известия на БГД (1989)
- Разпределение и характеристика вертикальхых структур ландшафтов Центральной части Западной Болгарии, География и природные ресурсы, Новособирск, том 3 (1989)
- Особености на темперутарния режим в Земенския ландшафтен стационар, Известия на БГД (1986)
- Идеи Н.Л.Беручашвили и их влияние на развитие болгарского ландшафтоведения, Landscape Dimensions of Sustainable Development (2017, в съавторство с Румен Пенин и Димитър Желев)
- Карстови ландшафти в района на Земенския стационар, Карст и карстови ландшафти, издателство ИВИС, Велико Търново, с. 150 – 154 (2016, в съавторство с Ангел Велчев, Асен Асенов и Александър Сарафов)
- Ролята на глациалните и флувиоглациалните процеси за формирането на съвременния релеф и ландшафти в Говедарската котловина, Юбилене сборник на Шуменски университет (2016, в съавторство с Ангел Велчев и Петър Димитров)
- Някои аспекти на антропогенизираните ландшафти, Юбилеен сборник 40 години Катедра ЛОПС (2014)
- Краеведските знания на чл. кор. Йордан Захариев и тяхното място в съвременните ландшафтни изследвания в България, Юбилеен сборник „135 години от раждането на Йордан Захариев“, издателство Кюстендил (2012)
- Contemporary State and Geoecological Problems of the Landscapes in Berkovska and Koznitsa Mountains (West Stara planina), Global Changes and Regional Development (2011, в съавторство с Mimoza Konteva, Rumen Penin, Zornitsa Cholakova, Dimitar Zhelev, Byala Momerova, Avgusta Stepchich)
- Mimoza Konteva, Zornitsa Cholakova, Rumen Penin, Nikola Todorov, Contemporary state of landscapes on northern slope of Berkovska planina mountain, Global changes and regional development (2010, в съавторство с Mimoza Konteva, Zornitsa Cholakova, Rumen Penin)
- Високопланински горско-храстови ландшафти, България, българите и Европа – мит, история и съвремие (2010)
- Геоекологични проблеми в района на Беляковското плато, Международен диалог и образование в Балканите и Източна Европа (2010, в съавторство с Мария Петрова)
- Разширяване на рекреационно-туристическата зона на Велико Търново на запад от долината на река Янтра, „България, българите и Европа“ (2008, в съавторство с Мария Петрова)
- Мястото на геофизиката на ландшафтите в съвременните географски изследвания, юбилеен сборник „30 години катедра Ландшафтознание и опазване на природната среда“, издателство МАЛЕО-63 (2003)
- Някои препоръки за разширяване на рекреационните възможности на Българското Северно Черноморие, Сборник доклади – Велико Търново (2000, в съавторство с Димитър Атанасов)
- Проблеми на ландшафтните изследвания в пограничните планини между България и Македония, Сборник доклади II Конгрес на географите в Република Македония (2000, в съавторство с Ангел Велчев, Румен Пенин и Мимоза Контева)
- Ландшафтни предпоставки за развитие на туризма в Югозападна България, Икономически, природни и здравни основи на окологичния туризъм в Югозопадна България – специфичен регион на Балканите (1996, в съавторство с Ангел Велчев)
- Антропогенни изменения и нарушения във високопланинската част на Осоговска планина, Минерално-суровинна база на Кюстендилския регион – състояние и перспективи (1995)
- Генезис и регионална структура на антропогенните изменения в Горнотракийската низина, Теоретични проблеми на географското познание (1995)
- Възможности за приложение на общонаучна ландшафтна карта на България в М 1:500 000, Сборник симпозиум Несебър (1993)
- Проблеми на защитена местност „Земенски скали“, Опозване на неживата природа (1991, в съавторство с Ангел Велчев и Румен Пенин)
- Ландшафтно-геофизические особености природно-территорилальных комплексов бассейна р. Шуюк, Проблемы рационального использования и охрана малых рек – Грозный (1989, в сътрудничество с чуждестранни учени)
- Природна география на България. Ръководство за практически занятия, Издателство МАЛЕО-63, Варна, Рецензирано (2004)